# Lachenalia
Lachenalia là một chi thực vật có hoa trong họ Asparagaceae.

## Danh sách loài
- Lachenalia alba W.F.Barker ex G.D.Duncan
- Lachenalia algoensis Schönland
- Lachenalia aloides (L.f.) Engl.
- Lachenalia ameliae W.F.Barker
- Lachenalia angelica W.F.Barker
- Lachenalia anguinea Sweet
- Lachenalia arbuthnotiae W.F.Barker
- Lachenalia attenuata W.F.Barker ex G.D.Duncan
- Lachenalia aurioliae G.D.Duncan
- Lachenalia bachmannii Baker
- Lachenalia barkeriana U.Müll.-Doblies
- Lachenalia bolusii W.F.Barker
- Lachenalia bowkeri Baker
- Lachenalia buchubergensis Dinter
- Lachenalia bulbifera (Cirillo) Engl.
- Lachenalia campanulata Baker
- Lachenalia capensis W.F.Barker
- Lachenalia carnosa Baker
- Lachenalia cernua G.D.Duncan
- Lachenalia comptonii W.F.Barker
- Lachenalia concordiana Schltr. ex W.F.Barker
- Lachenalia congesta W.F.Barker
- Lachenalia contaminata Aiton
- Lachenalia convallarioides Baker
- Lachenalia corymbosa (L.) J.C.Manning & Goldblatt
- Lachenalia dasybotrya Diels
- Lachenalia dehoopensis W.F.Barker
- Lachenalia doleritica G.D.Duncan
- Lachenalia duncanii W.F.Barker
- Lachenalia elegans W.F.Barker
- Lachenalia ensifolia (Thunb.) J.C.Manning & Goldblatt
- Lachenalia fistulosa Baker
- Lachenalia flava Andrews
- Lachenalia framesii W.F.Barker
- Lachenalia giessii W.F.Barker
- Lachenalia glaucophylla W.F.Barker
- Lachenalia haarlemensis Fourc.
- Lachenalia hirta (Thunb.) Thunb.
- Lachenalia inconspicua G.D.Duncan
- Lachenalia isopetala Jacq.
- Lachenalia juncifolia Baker
- Lachenalia karooica W.F.Barker ex G.D.Duncan
- Lachenalia klinghardtiana Dinter
- Lachenalia kliprandensis W.F.Barker
- Lachenalia lactosa G.D.Duncan
- Lachenalia latimerae W.F.Barker
- Lachenalia leipoldtii G.D.Duncan
- Lachenalia leomontana W.F.Barker
- Lachenalia liliiflora Jacq.
- Lachenalia longibracteata E.Phillips
- Lachenalia longituba (A.M.van der Merwe) J.C.Manning & Goldblatt
- Lachenalia lutea G.D.Duncan
- Lachenalia luteola Jacq.
- Lachenalia lutzeyeri G.D.Duncan
- Lachenalia macgregoriorum W.F.Barker
- Lachenalia margaretae W.F.Barker
- Lachenalia marginata W.F.Barker
- Lachenalia marlothii W.F.Barker ex G.D.Duncan
- Lachenalia martiniae W.F.Barker
- Lachenalia mathewsii W.F.Barker
- Lachenalia maughanii (W.F.Barker) J.C.Manning & Goldblatt
- Lachenalia maximiliani Schltr. ex W.F.Barker
- Lachenalia mediana Jacq.
- Lachenalia minima W.F.Barker
- Lachenalia moniliformis W.F.Barker
- Lachenalia montana Schltr. ex W.F.Barker
- Lachenalia multifolia W.F.Barker
- Lachenalia mutabilis Lodd. ex Sweet
- Lachenalia namaquensis W.F.Barker
- Lachenalia namibiensis W.F.Barker
- Lachenalia nardousbergensis G.D.Duncan
- Lachenalia neilii W.F.Barker ex G.D.Duncan
- Lachenalia nervosa Ker Gawl.
- Lachenalia nutans G.D.Duncan
- Lachenalia obscura Schltr. ex G.D.Duncan
- Lachenalia orchioides (L.) Aiton
- Lachenalia orthopetala Jacq.
- Lachenalia pallida Aiton
- Lachenalia patula Jacq.
- Lachenalia paucifolia (W.F.Barker) J.C.Manning & Goldblatt
- Lachenalia pearsonii (R.Glover) W.F.Barker
- Lachenalia peersii Marloth ex W.F.Barker
- Lachenalia perryae G.D.Duncan
- Lachenalia physocaulos W.F.Barker
- Lachenalia polyphylla Baker
- Lachenalia polypodantha Schltr. ex W.F.Barker
- Lachenalia punctata Jacq.
- Lachenalia purpureocaerulea Jacq.
- Lachenalia pusilla Jacq.
- Lachenalia quadricolor Jacq.
- Lachenalia reflexa Thunb.
- Lachenalia rosea Andrews
- Lachenalia salteri W.F.Barker
- Lachenalia sargeantii W.F.Barker
- Lachenalia schelpei W.F.Barker
- Lachenalia schlechteri Baker
- Lachenalia sessiliflora Andrews
- Lachenalia splendida Diels
- Lachenalia stayneri W.F.Barker
- Lachenalia thomasiae W.F.Barker ex G.D.Duncan
- Lachenalia trichophylla Baker
- Lachenalia undulata Masson ex Baker
- Lachenalia unifolia Jacq.
- Lachenalia valeriae G.D.Duncan
- Lachenalia variegata W.F.Barker
- Lachenalia ventricosa Schltr. ex W.F.Barker
- Lachenalia verticillata W.F.Barker
- Lachenalia violacea Jacq.
- Lachenalia viridiflora W.F.Barker
- Lachenalia whitehillensis W.F.Barker
- Lachenalia wrightii Baker
- Lachenalia xerophila Schltr. ex G.D.Duncan
- Lachenalia youngii Baker in W.H.Harvey & auct. suc. (eds.)
- Lachenalia zebrina W.F.Barker
- Lachenalia zeyheri Baker

## Hình ảnh

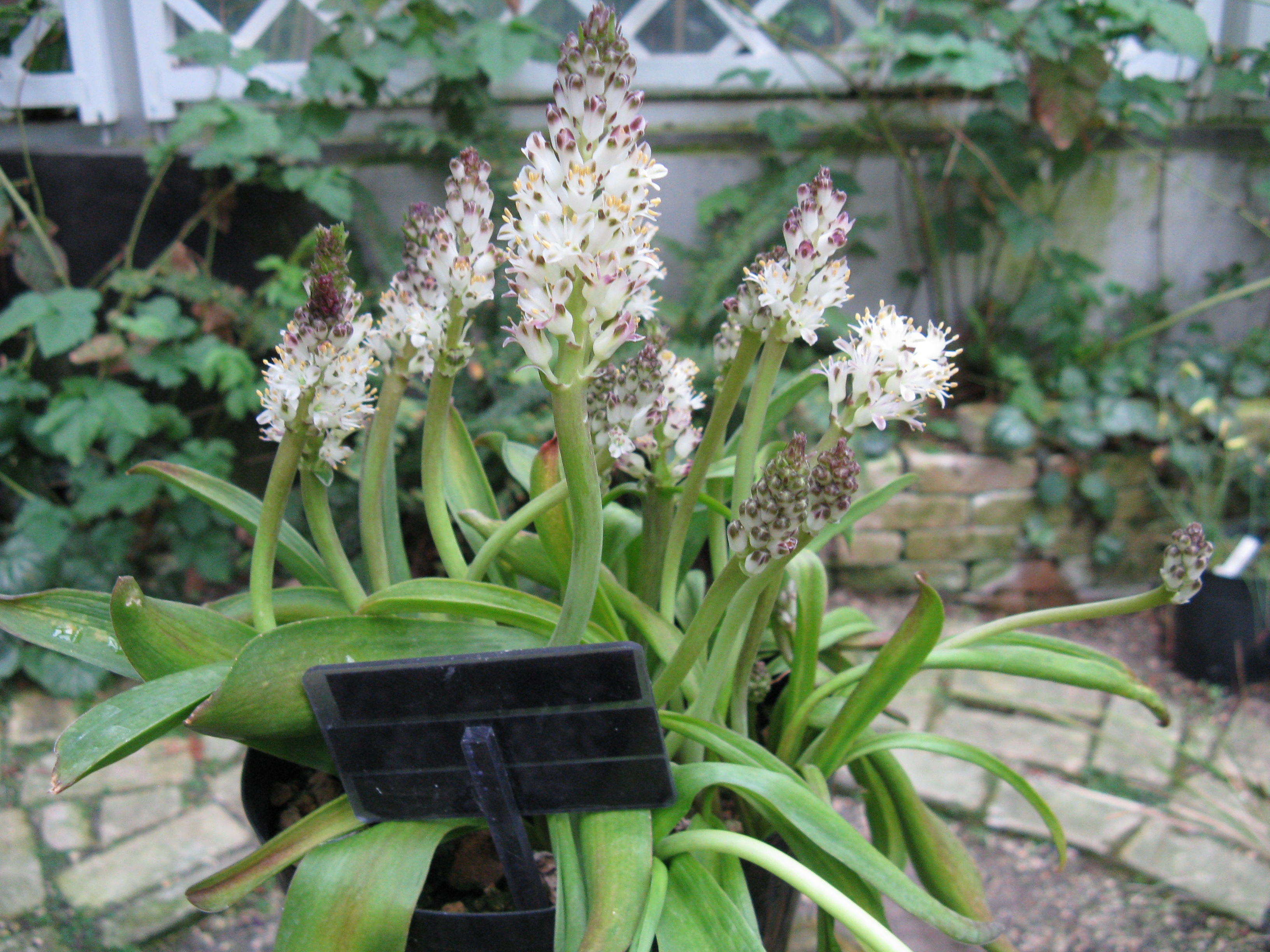
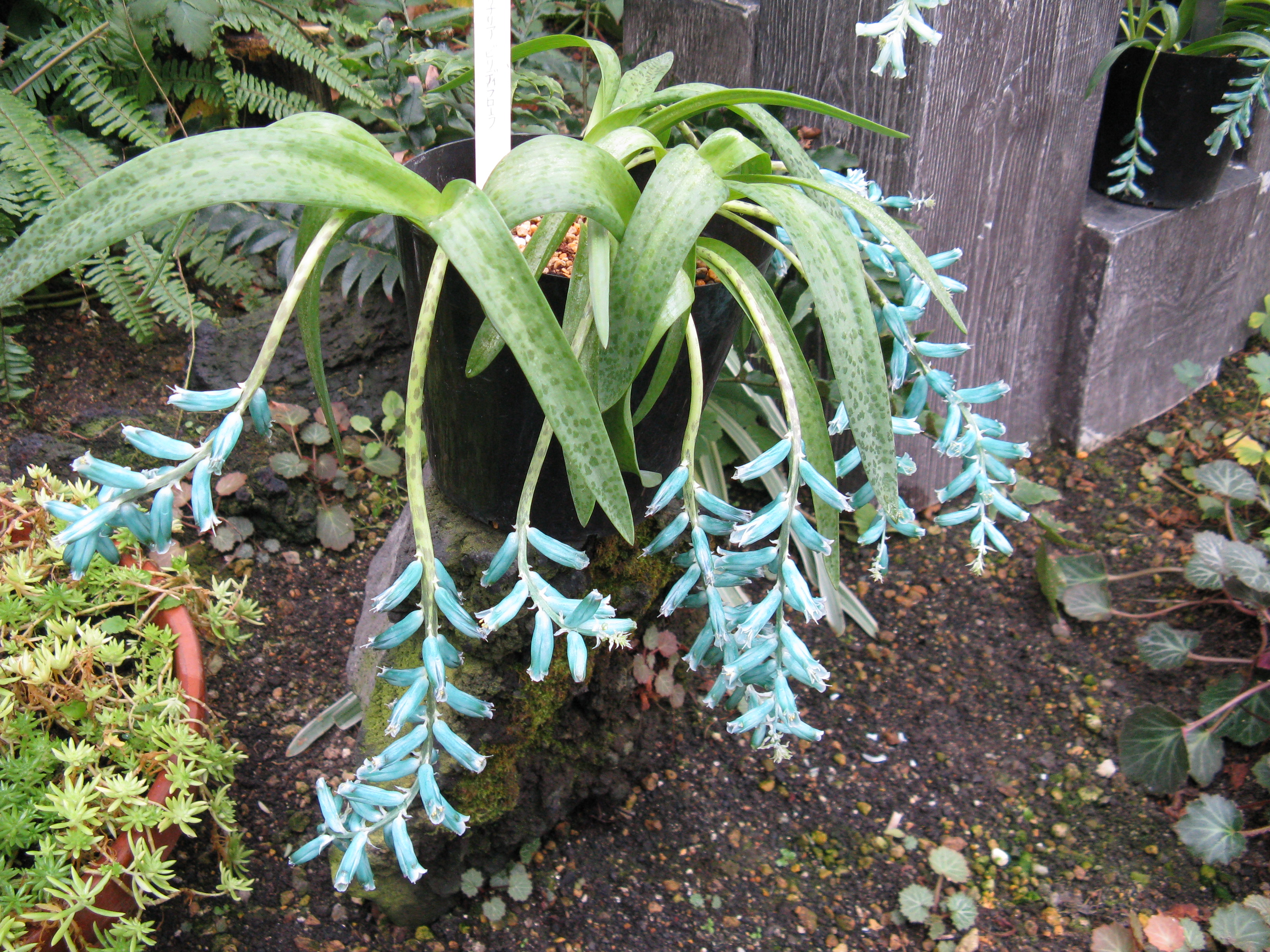

## Tham khảo

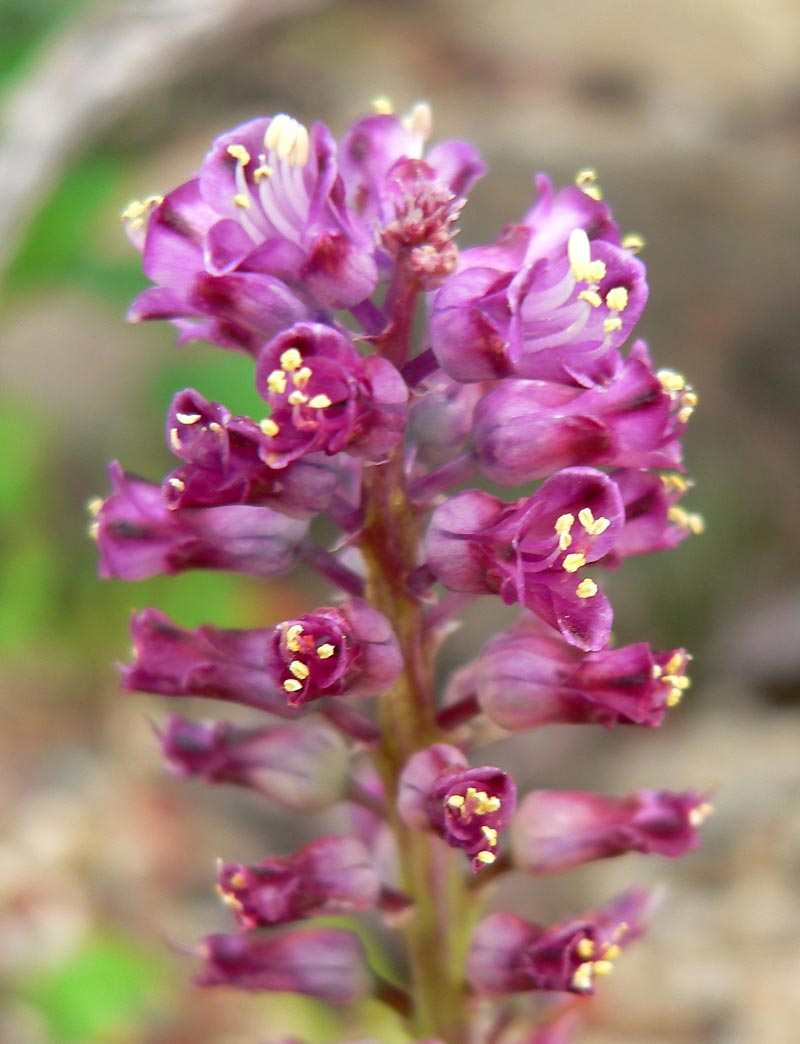
Lachenalia pustulata